# Lőwy Károly
Lőwy Károly, írói álneve: Dániel Károly, könyvszerzőként Löwi Károly, de előfordul Lőwi Károly alakban is (Temesvár, 1925. november 24. – Kolozsvár, 2018. december 6.) erdélyi magyar gyermekgyógyász főorvos, tanulmányíró, orvosi szakíró, műfordító. Lőwy Naschitz Maya férje, Lőwy Dániel apja.

## Életútja
Középiskoláit s az orvosi egyetemet szülővárosában végezte (1951). Gyermekgyógyász főorvos Kolozsvárt. Tíz éven keresztül vezette Fey Lászlóval a kolozsvári Szabadegyetem „Ember és természet” kollégiumát s olvasta fel írásait a Kolozsvári Rádió magyar adásában annak megszüntetéséig. Kutatási területe: eugenika, a serdülők védelme és nevelése, zajártalom.

## Munkái
Első írásait A Hét közölte (1970). Cikkei, tanulmányai itt s a TETT, Korunk hasábjain jelentek meg, a Dolgozó Nő orvosi tanácsadó rovatának szerzője. A Korunk Évkönyvében az eugenikáról (1983), a serdülők védelméről és neveléséről (1986), a zajártalomról (1989) értekezett. Fordításában jelent meg Az élet egysége (Claude Bernard francia fiziológus bemutatása, bevezető tanulmánnyal, Téka, 1975); dr. Fialla Lajos Háborús emlékek 1877–78-ból c. munkája (1977).

## Önálló kötetei
- Halló, doktor bácsi! Válaszok gondos és aggódó szülők kételyeire; Kriterion, Bukarest, 1990 (Kriterion kiskalauz)
- A Tanci mindent tud. Gyermekegészségtani jegyzet pedagógusok, tanítók és szülők részére; Erdélyi Tankönyvtanács, Kolozsvár, 1998
- Dániel Károly: Misi bácsi rózsái. Novellák, karcolatok; Erdélyi Híradó, Kolozsvár, 2000 (Előretolt helyőrség könyvek)
- Cukorral vagy anélkül? Ábel Kiadó, Kolozsvár, 2004 ISBN 973-7741-44-7
- Beteg a gyermek, mit tegyek? Gyermekegészségtani jegyzet pedagógusok, tanítók és szülők részére; Ábel, Kolozsvár, 2005
- Dániel Károly: Átutazóban Kolozsváron; Ábel, Kolozsvár, 2010
- Egy szál tulipán; Ábel, Kolozsvár, 2013 ISBN 978-973-114-176-3
- Csak még egy percet; Ábel Kiadó, Kolozsvár, 2015 ISBN 978-973-114-208-1